# Tasiocerellus kandyensis
Tasiocerellus kandyensis is een tweevleugelige uit de familie steltmuggen (Limoniidae). De soort komt voor in het Oriëntaals gebied.